# Sympolymnia cutleri
Espèce
Sympolymnia cutleri est une espèce d'araignées aranéomorphes de la famille des Salticidae.

## Distribution
Cette espèce est endémique du département de La Paz en Bolivie,. Elle se rencontre dans la province de Nor Yungas vers Villa Teresa et Coroico.

## Description
La femelle holotype mesure 4,20 mm.

## Étymologie
Cette espèce est nommée en l'honneur de Bruce E. Cutler.

## Publication originale
- Perger & Rubio, 2020 : « Sympolymnia, a new genus of Neotropical ant-like spider, with description of two new species and indirect evidence for transformational mimicry (Araneae, Salticidae, Simonellini). » Zoosystematics and Evolution, vol. 96, no 2, p. 781-795.